# Labropsis polynesica
Labropsis polynesica és una espècie de peix de la família dels làbrids i de l'ordre dels perciformes. Els adults poden assolir els 7,9 cm de longitud total. Es troba a les Illes Cook, les Illes de la Societat i les Tuamotu.